# Fakhr al-Mulk Radwan
Fakhr al-Mulk Radwan, también conocido como Ridwan o Rudwan o Ridwân Fakhr Malik Châh (? - muerto el 10 de diciembre de 1113), fue un gobernador selyúcida de Alepo entre 1095 y 1113.

## Biografía

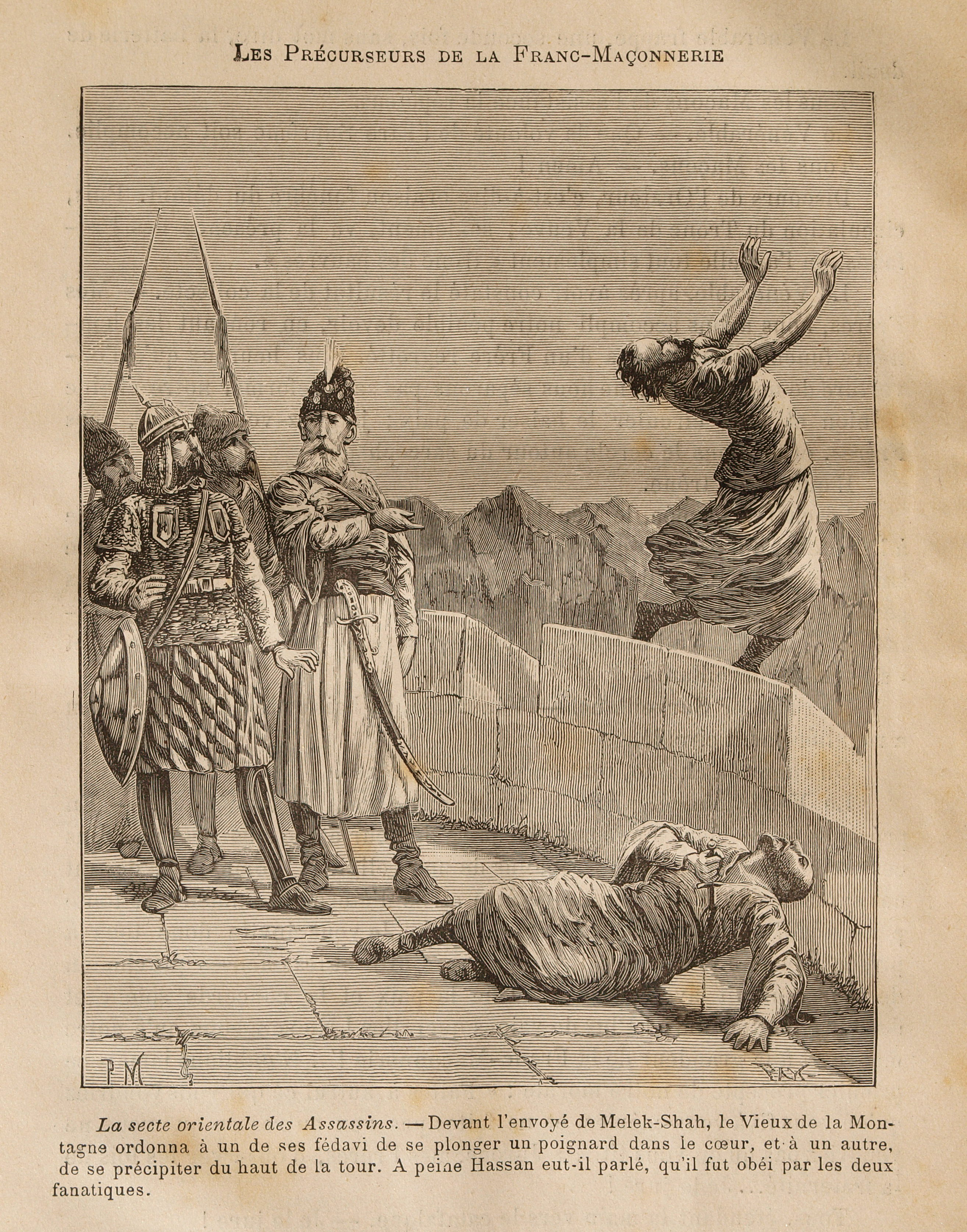
Escena de leyenda en la fortaleza de Alamut, donde Hassan-i Sabbah pide a sus fieles de suicidarse delante el enviado de Malik Chah (Ridwân Fakhr Malik Châh), dibujo de Pierre Méjanel

Era hijo de Tutush I y hermano de Duqaq, pero fue criado por su tutor, el atabeg Janah ad-Dawla al-Husain. Cuando Tutush murió em 1096, Radwan heredó sus posesiones sirias y gobernó desde Alepo, si bien era Janah ad-Dawla quien se encargaba del gobierno real. Poco tiempo después Duqaq se rebeló contra su hermano y tomó el control de Damasco, llevando a Siria hasta una guerra civil. Duqaq tenía el apoyo de Yaghi-Siyan, gobernador de Antioquía, que no tenía ningún enfrentamiento personal con Radwan, pero sí con Janah ad-Dawla. También se unió a Duqaq el gobernador de Jerusalén, Ilghazi. Radwan, por su parte, consiguió el apoyo del hermano de Ilghazi, Sokman.
Radwan atacó a Yaghi-Siyan, y cuando Duqaq e Ilghazi acudieron en su ayuda Radwan aprovechó para sitiar Damasco. Sin embargo, Radwan entró en conflicto con Janah ad-Dawla, que le arrebató Homs, lo que supuso el final de sus relaciones con él. Eso permitió un acercamiento a Yaghi-Siyan, que se consolidaría en una alianza entre ellos formalizada con el matrimonio entre Radwan y Yaghi-Siyan. Los dos juntos estaban preparados para atacar Shaizar cuando recibieron noticias de la llegada de la Primera Cruzada. Todas las alianzas se disolvieron y cada uno retornó a sus ciudades de origen. Se cree que si las alianzas hubiesen permanecido intactas o si hubiesen sido capaces de trabajar conjuntamente, es posible que hubiesen podido evitar el éxito de la cruzada.
En 1103 Janah ad-Dawla fue asesinado por un Hashshashin llamado al-Hakim al-Munajjim, uno de los miembros del entorno de Radwan. Esta fue la primera aparición de los Hashshashin en Siria. Tras la muerte de Duqaq en 1104 le siguieron dos gobernantes débiles en Damasco, lo cual permitió que Radwan recapturase la ciudad, probablemente el mismo año. El trono, sin embargo, lo mantuvo localizado en Alepo.
En 1105 ayudó a la defensa de Trípoli, que estaba siendo atacada por los cruzados. Ese mismo año, Tancredo de Galilea, regente del Principado de Antioquía, le derrotó en la batalla de Artah, e incluso amenazó el control de Alepo brevemente. Radwan y Tancredo se enfrentaron frecuentemente hasta que Tancredo logró reducir a Alepo al nivel de estado vasallo en 1111. El qadi de Alepo, Ibn al-Khashshab, viajó a Bagdad para reunirse con el califa abasí en un momento en que Radwan no deseaba enfrentarse con Tancredo y logró que el califa enviase a Mawdud de Mosul a defender Alepo. Radwan, sin embargo, tenía los mismos recelos contra sus vecinos musulmanes que los que pudiera tener contra los cruzados y, a pesar de que intentase ayudarle a luchar contra los cristianos, Mawdud fue asesinado por los Hashshashin, posiblemente con el apoyo de Radwan.
Tras su muerte, el 10 de diciembre de 1113, Radwan fue sucedido en el trono por su hijo Alp Arslan al-Akhras, todavía adolescente, bajo la regencia de Lulu de Alepo y de ibn al-Khashshab. Lulu no continuó con la política de Radwan de apoyar a los Hashshashin, y ordenó su expulsión o su muerte, si bien esto dejó a Alepo sin aliados poderosos. La ciudad cayó en el caos, y pronto acabaría bajo el control de Sulaiman, hijo de Ilghazi que había contraído matrimonio con la hija de Radwan. Ibn al-Khashshab fue asesinado por los Hashshashin en 1125 y, en 1128, la ciudad sería unificada con Mosul por Zengi.